# Manius Abbadi
Manius Fernando da Silva Abbadi (Porto Alegre, 13 de abril de 1976) é um voleibolista indoor brasileiro,  atuante nas posições de  Ponta e Oposto,com marca de 328 cm de alcance no ataque e 318 no bloqueio, e que conquistou títulos nas três categorias da Seleção Brasileira: ouro no campeonato mundial infanto-juvenil de 1993, campeão sul-americano juvenil em 1994, vice-campeão mundial juvenil de 1995 e na adulto foi ouro na Copa dos Campeões  de 1997.Em clubes disputou a edição da Copa CEV 2003-04, disputou duas edições da Liga dos Campeões da Europa , nas jornadas 2006-07 e 2007-08. Foi medalhista de bronze na Copa CEV 2008-09 e  medalhista de bronze no Campeonato Sul-Americano de Clubes de 2013 no Brasil.

## Carreira
Inicia sua carreira no time porto-alegrense Sogipa e sua primeira convocação para Seleção Brasileira, na categoria de base, cujo técnico era Percy Oncken, esteve na equipe que realizou uma boa campanha  e sagrou-se medalhista de ouro  de forma invicta ao derrotar  a Seleção Japonesa na final do Campeonato Mundial  Infanto-Juvenil  de 1993, tal edição ocorrida em Istambul-Turquia .
No ano de 1994 foi convocado para seleção brasileira pelo técnico Antônio Marcos Lerbach, desta vez para seleção brasileira juvenil, e disputou o Campeonato Sul-Americano de Voleibol Masculino Sub-21 em Lima-Peru e sagrou-se campeão desta competição, permaneceu no grupo que treinava também para o Campeonato Mundial  Juvenil  da Malásia, e faziam parte desta geração: Itápolis, Gustavo Endres, Dirceu, André Heller, Giba, Alex Lenz, Ricardinho, Léo, Royal, Digão, Roim, Lilico, Rafinha, Renato Felizardo, comandados por Percy Oncken e pelo técnico Antônio Marcos Lerbach, sendo que ao final da competição conquistaram a medalha de prata ao perder para seleção soviética.
O primeiro título de sua carreira na categoria adulta pela Seleção Brasileira foi na Copa dos Campeões  de 1997 no Japão e mais tarde também pela seleção principal ele foi convocado para disputar a edição da Liga Mundial de 1998,  vestindo a camisa #18 alcançou a quinta posição.Na temporada 1999-00, foi campeão da Superliga Brasileira A pelo Telemig Celular/Minas.
No período esportivo de 2000-01, Manius defendeu a  Ulbra sagrando-se campeão do Campeonato Gaúcho de 2000 e da Supercopa dos Campeões, além do vice-campeonato da Superliga Brasileira A e na temporada seguinte permaneceu neste clube conquistando o bicampeonato estadual  e não subiu ao pódio na Superliga Brasileira A 2001-02, quando encerrou na quarta posição.
Pelo Wizard/Suzano jogou a temporada 2002-03, competiu por este no Campeonato Paulista de 2002 no qual obteve o título, além do ouro nos Jogos Abertos do Interior  no mesmo ano.Por esse clube conquistou o bronze da Superliga Brasileira A 2002-03.
Em 2003 aceita a proposta do voleibol frances e atuou pelo Tourcoing LM e conquistou o bronze na Liga A Francesa 2003-04, e disputou a Copa CEV 2003-04, participando do Tournament #2  em Tourcoing –França, fase de classificação, encerrando em segundo lugar .
Continuou no voleibol europeu na jornada seguinte, sendo contratado pelo time russo do  Dinamo Zenit alcançando o bronze na Liga A Russa 2004-05.Transferiu-se em 2005 para atuar no voleibol italiano e reforçou a equipe Teleunit Gioia Del Colle nas competições da jornada 2005-06, terminando no terceiro lugar da Liga A2 Italiana.
Com a renúncia desse clube italiano em disputar a Liga A2 Italiana seguinte, assinou contrato com o Bre Banca Lannutti Cuneo, na condição de reserva dos jogadores: Wout Wijsmans e Giba.Na referida temporada 2006-07, avançou as semifinais da Liga A1 Italiana, avançou até as quartas de final da Copa A1 Itália de 2006 e disputou a etapa  da Liga dos Campeões da Europa, quando seu clube classificou em segundo lugar do Grupo D e  avançou  apenas até as oitavas de final e vice-campeão da Supercopa Italiana.
Pelo Bre Banca Lannutti Cuneo chegou novamente as semifinais da Liga A1 Italiana, mesma etapa que alcançou pela Copa A1 Italiana, novamente disputou uma edição da Liga dos Campeões da Europa, classificando-se em segundo lugar e avançando novamente até as oitavas de final . Voltou a ser convocado para Seleção Brasileira em 2008 e disputou a edição da Liga Mundial, mas novamente não sobe ao pódio, terminando na quarta posição .
Renovou com esse mesmo clube para o período esportivo seguinte, sendo semifinalista novamente na Liga A1 Italiana 2008-09, vice-campeão da Copa A1 da Itália e avançou as semifinais da Copa CEV 2008-09 e conquistou o bronze.
Reforçou nas competições da jornada 2009-10 o Prisma Taranto Volley e disputou a Liga A1 Italiana, terminando na décima primeira posição. Nessa mesma temporada atuou também no voleibol turco, época que foi contratado pelo Halkbank Ankara .Em 2010 foi convocado novamente para  os treinamentos da Seleção Brasileira.
Manius foi repatriado pelo BMG/Montes Claros e obteve o bronze no Campeonato Mineiro de 2010 e disputou a Copa Cimed no mesmo ano  e por essa equipe  disputou a Superliga Brasileira A 2010-11 encerrando na quarta posição na fase classificatória e finalizando após as quartas de final em quinto lugar.
E na temporada 2011-12 , transferiu-se para equipe do Vivo Minas  foi vice-campeão mineiro  e desta vez sobe ao pódio na Superliga Brasileira A de 2011-12 na conquista da medalha de bronze da edição.
Atuou pela equipe RJX no período esportivo 2012-13, conquistando o título do Campeonato Carioca de 2012 e disputou  por este a edição da Superliga Brasileira Série A de 2012-1, ocasião da conquista do título desta edição.Em 2013 conquistou  pelo time carioca no Campeonato Sul-Americano de Clubes e conquistou a medalha de bronze.
Manius é casado, e após encerrar contrato com a equipe carioca anteriormente citada, passou a atuar na temporada 2013-14 pelo Sesi/SP conquistando o título  do Campeonato Paulista em 2013 e foi vice-campeão da Copa Brasil de 2014 realizada em  Maringá, PR; já na Superliga Brasileira A 2013-14 classificou-se para a final desta edição e  finalizou com o vice-campeonato.
Foi contratado pela UFJF para atuar nas competições do período esportivo de 2014-15.

## Títulos e Resultados
- 2014-Vice-campeão da Copa Brasil[30]
- 2013-14- Vice-campeão da Superliga Brasileira A[31]
- 2013- Campeão do Campeonato Paulista[29]
- 2012-13- Campeão  da Superliga Brasileira A[23][24]
- 2012-Campeão do Campeonato Carioca[21]
- 2011-12- 3º lugar Superliga Brasileira A[20]
- 2011-Vice-campeão do Campeonato Mineiro[19]
- 2010-3º lugar do Campeonato Mineiro [16]
- 2010-Campeão da I Copa Cimed de Clubes
- 2008-09 - 4º lugar da Liga A1 Italiana [11]
- 2007-08 – Vice-campeão da Copa A1 da Itália [11]
- 2008-4º lugar da Liga Mundial(Milão,  Itália)[1]
- 2007-08 - 4º lugar da Liga A1 Italiana [11]
- 2007-08 - 4º lugar da Copa A1 da Itália [11]
- 2006-07 - 4º lugar da Liga A1 Italiana [11]
- 2006-07 – Vice-campeão da Supercopa Italiana [11]
- 2005-06 - 3º lugar da Liga A2 Italiana [10]
- 2004-05 - 3º lugar da Liga A Russa[9]
- 2002-03-3º Lugar da Superliga Brasileira A[4]
- 2003-04 - 3º lugar da Liga A Francesa
- 2002- Campeão dos  Jogos Abertos do Interior de São Paulo
- 2002- Campeão do Campeonato Paulista[6]
- 2001-02- 4º lugar da Superliga Brasileira A[4]
- 2001- Campeão da Campeonato Gaúcho
- 2000-01- Vice-campeão da Superliga Brasileira A[4]
- 2000- Campeão da Supercopa de Clubes Campeões
- 2000- Campeão da Campeonato Gaúcho